# Skeiðarárjökull
Le Skeiðarárjökull, toponyme islandais  signifiant littéralement en français « le glacier de la Skeiðará », est un glacier d'Islande qui constitue une langue glaciaire du Vatnajökull, une des plus grandes calottes glaciaires du monde. Ses eaux de fonte donnent naissance à plusieurs cours d'eau qui traversent le Skeiðarársandur dont le Skeiðará. Sur son flanc occidental, les eaux de fonte du Vatnajökull sont bloquées par la masse de glace du Skeiðarárjökull, qui se comporte alors comme un barrage naturel, et forment un lac, le Grænalón.

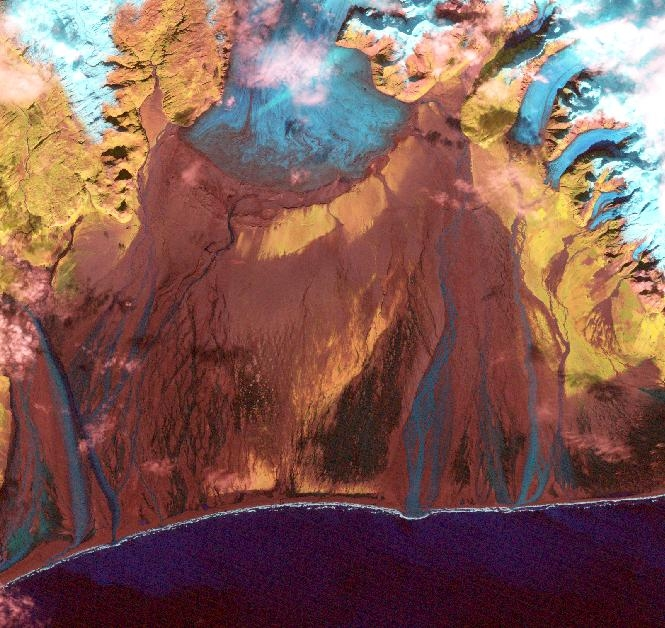
Image satellite en fausses couleurs du Skeiðarársandur avec en haut l'extrémité du Skeiðarárjökull et en bas l'océan Atlantique.